# De Klieuw
De Klieuw (Fries: De Kliuw) is een buurtschap in de gemeente Súdwest-Fryslân, in de Nederlandse provincie Friesland, grofweg tussen Sneek en Bolsward. Meer bepaald, ligt De Klieuw tussen Hartwerd en Roodhuis op het kruispunt van de Tjebbingadyk, de Doniadyk (beide deel van de Slachtedyk), de Huniadyk en de Middelzeedijk.
De buurtschap ligt in het postcodegebied van Hidaard. De Tjebbingadyk leidt in het noorden naar de buurtschap Hidaarderzijl.

## Geschiedenis
De plaats is ontstaan bij een schutsluis en een voormalige herberg die ten zuidoosten van de Middelzeedijk staat. De (voormalige) herberg heet ook De Klieuw. Dit was een plaats waar mensen uit de wijde omtrek elkaar ontmoetten. De herberg diende zoals vaak bij een herberg ook als kroeg.
In 1989 werd de kroeg gesloten toen de laatste uitbaatster naar Bolsward vertrok. Het pand diende daarna jarenlang als woonhuis. In 2001 werd er een theeschenkerij gevestigd.
De plaatsnaam is echter niet afgeleid van de herberg maar van de benaming voor de soort sluis, een Klief, klijf of kleef. In 1511 werd de buurtschap vermeld als Klijw en Cliw, in 1536 als Cluv, in de 18e en 19e eeuw De Kliuw. In de twintigste eeuw spreekt men eerst van Kliuw en daarna van Klieuw en De Klieuw.
Steden: Bolsward · Hindeloopen · IJlst · Sneek · Stavoren · Workum

Dorpen en gehuchten: Abbega · Allingawier · Arum · Blauwhuis · Bozum · Breezanddijk · Britswerd · Burgwerd · Cornwerd · Dedgum · Deersum · Edens · Exmorra · Ferwoude · Folsgare · Gaast · Gaastmeer · Gauw · Goënga · Greonterp · Hartwerd · Heeg · Hemelum · Hennaard · Hichtum · Hidaard · Hieslum · Hommerts · Idsegahuizum · IJsbrechtum · Indijk · It Heidenskip · Itens · Jutrijp · Kimswerd · Kornwerderzand · Koudum · Kubaard · Loënga · Lollum · Longerhouw · Lutkewierum · Makkum · Molkwerum · Nijhuizum · Nijland · Offingawier · Oosterend · Oosterwierum · Oosthem · Oppenhuizen · Oudega · Parrega · Piaam · Pingjum · Poppingawier · Rauwerd · Rien · Roodhuis · Sandfirden · Scharl · Scharnegoutum · Schettens · Schraard · Sijbrandaburen · Terzool · Tirns · Tjalhuizum · Tjerkwerd · Uitwellingerga · Waaxens · Warns · Westhem · Wieuwerd · Witmarsum · Wolsum · Wommels · Wons · Woudsend · Zurich

Buurtschappen: Abbegaasterketting · Anneburen · Arkum · Atzeburen · Baarderburen · Baburen · Bernsterburen · De Bieren · De Blokken · De Hel · De Grits · De Kat · De Klieuw · De Polle · De Wieren · Dijksterburen · Doniaburen · Draaisterhuizen · Driehuizen · Eemswoude · Engwerd · Engwier · Exmorrazijl · Feyteburen · Flansum · Galamadammen · Gooium · Grauwe Kat · Grote Wiske · Grotewierum · Harkezijl · Hayum · Hemert · Hidaarderzijl · Hoekens · Hornsterburen · Idzega · Idserdaburen · Indijk (Bozum) · Jet · Jonkershuizen · Jousterp · Jouswerd · Kampen · Kleine Gaastmeer · Kleine Wiske · Kleiterp · Kooihuizen · Koufurderrige  · Kromwal · Koudehuizum · Laaxum · Laad en Zaad · Lippenwoude · Lytshuizen · Makkum (Bozum) · Meilahuizen · Montsamaburen · Nijeburen · Nijeklooster · Nijezijl · Oosthem (Witmarsum) · Osingahuizen · Piekezijl · Remswerd · Rijtseterp · Scharneburen · Schrok · Sieswerd · Sjungadijk · Smallebrugge · Sotterum · Speers  · Strand · Swaanwerd · Swarte Beien · Tsjerkebuorren · Vierhuizen · Viersprong · Vijfhuis · Vissersburen  · Het Vliet· Westerlittens · Wolsumerketting · Wonneburen · Ypecolsga

 Voormalige buurtschappen: Aaksens · Angterp · De Band · Barsum · De Bird · Bittens · Bloemkamp · Bootland · Bovenburen · Doniawier · Goëngamieden · Hiddum · Houw · Knossens · De Nes · Ottenburen · Sandfirderrijp · Slijp · Spijk · De Weeren 

Friesland: Steden en dorpen      Nederland: Provincies · Gemeenten